# Ar’jany Martha
Ar’jany Martha (* 4. September 2003 in Rotterdam) ist ein niederländischer Fußballspieler. Der linke Verteidiger spielt bei K Beerschot VA und war niederländischer Nachwuchsnationalspieler.

## Karriere

### Verein
Ar’jany Martha, dessen Wurzeln in Curaçao liegen, trat während seiner Kindheit der Rooms Katholieke Sport Vereiniging Spartaan 1920, kurz Spartaan ’20, im Süden seiner Geburtsstadt Rotterdam bei. Später wechselte er in die Fußballschule des Profivereins Sparta Rotterdam, für die er vier Jahre auflief. Dann zog es Martha zu Ajax Amsterdam. Seit der Saison 2020/21 kommt er in der zweiten Mannschaft Jong Ajax in der zweiten niederländischen Liga zum Einsatz. Am 2. November 2023 bestritt er sein erstes Erstligaspiel für Ajax gegen den FC Volendam.
Zur Saison 2024/25 wechselte Martha zum belgischen Erstligisten K Beerschot VA.

### Nationalmannschaft
Ar’jany Martha absolvierte im Jahr 2018 1 Spiel für die niederländische U16-Nationalmannschaft. 2019 lief er 6 Partien für die U17-Auswahl auf.